# Glasgow Challenger 2024
Il Glasgow Challenger 2024, noto anche come Lexus Glasgow Challenger 2024 per motivi di sponsorizzazione, è stato un torneo maschile tennis professionistico. È stata la 1ª edizione del torneo, facente parte della categoria Challenger 50 nell'ambito dell'ATP Challenger Tour 2024, con un montepremi di 36 000 €. Si è giocato dal 12 al 18 febbraio 2024 sui campi in cemento indoor del Scotstoun Leisure Centre di Glasgow, nel Regno Unito.

## Partecipanti

### Teste di serie
| Nazionalità | Giocatore            | Ranking* | Testa di serie |
| ----------- | -------------------- | -------- | -------------- |
| Francia     | Calvin Hemery        | 221      | 1              |
| Bulgaria    | Dimitar Kuzmanov     | 235      | 2              |
| Italia      | Francesco Maestrelli | 236      | 3              |
| Francia     | Manuel Guinard       | 274      | 4              |
| Rep. Ceca   | Jiří Veselý          | 283      | 5              |
| Canada      | Steven Diez          | 318      | 6              |
| Spagna      | David Jordà Sanchis  | 326      | 7              |
| Regno Unito | Charles Broom        | 337      | 8              |

* Ranking al 5 febbraio 2024.

### Altri partecipanti
I seguenti giocatori hanno ricevuto una wild card per il tabellone principale:
- Kyle Edmund
- Henry Searle
- Hamish Stewart

Il seguente giocatore è entrato in tabellone con il ranking protetto:
- Jérôme Kym

I seguenti giocatori sono passati dalle qualificazioni:
- Paul Jubb
- Nicola Kuhn
- Filip Peliwo
- Daniel Cox
- Charlie Robertson
- Stuart Parker

## Punti e montepremi
| Torneo    | Torneo              | V     | F     | SF    | QF    | 2T  | 1T  | Q | Q2  | Q1  |
| Singolare | Punti               | 50    | 25    | 14    | 8     | 4   | 0   | 3 | 1   | 0   |
| Singolare | Premi in denaro (€) | 4 910 | 2 950 | 1 735 | 1 000 | 600 | 360 | – | 180 | 110 |
| Doppio    | Punti               | 50    | 25    | 14    | 8     | –   | 0   | – | –   | –   |
| Doppio    | Premi in denaro (€) | 1 900 | 1 110 | 670   | 390   | –   | 225 | – | –   | –   |

## Campioni

### Singolare
Clément Chidekh ha sconfitto in finale  Paul Jubb con il punteggio di 0–6, 6–4, 6–1.

### Doppio
Scott Duncan /  Marcus Willis hanno sconfitto in finale  Kyle Edmund /  Henry Searle con il punteggio di 6–3, 6–2.